# فريدريك فرانز
فريدريك فرانز (بالتشيكية: Bedřich Franz) هو رئيس الدير ومصور وسياسي تشيكي، ولد في 1 ديسمبر 1783 في Vysoké Veselí ‏ في التشيك، وتوفي في 4 ديسمبر 1860 في Nová Říše ‏ في التشيك. انتخب عضو برلمان.